# Anders Töpel
Per-Inge Anders Töpel, född 16 januari 1947, död 10 april 2014, var en svensk gitarrist, mest känd för att vara leadgitarrist i den svenska rockgruppen Tages. 
Efter att Tommy Blom slutade i Tages skapades bandet Blond, men sommaren 1969 slutade Anders Töpel och Danne Larsson i Blond för att göra värnpliktstjänstgöring i Göteborg på regemente LV6. Efter ett tag började Töpel att spela gitarr igen, men i hobbygruppen Fyran. Gruppen bytte sedan namn till Askims Livs & Delikatesser.
Töpel arbetade sedan under 35 år som terminal- och sektionschef i Göteborgs Hamn, där han var ansvarig för planering för lossning och lastning av fartyg från hela världen.

## Diskografi

### Tages
- Tages (LP, 1965)
- Tages 2 (LP, 1966)
- Extra extra (LP, 1966)
- Contrast (LP, 1967)
- Studio (LP, 1967)
- The Best of Tages (LP samling 1967)
- Forget Him (LP samling 1968)
- Good Old Tages! (LP samling 1969)
- Tages 1964-68! DLP samling 1983)
- This One's for You (3CD samling 1994)
- Tages bästa (CD samling 1998)

### Blond
- The Lilac Years (LP, 1969)